# CSV
CSV (від англ. comma-separated values ‘значення, розділені комою’, іноді character-separated values ‘значення, розділені символом’) — файловий формат, котрий є відмежовувальним форматом для представлення табличних даних, у якому поля відокремлюються символом коми та переходу на новий рядок. Поля, що містять коми, декілька рядків, або лапки (позначаються подвійними лапками), мають обмежуватися з обох боків лапками.
Формат CSV використовується для перенесення даних між базами даних та програмами — редакторами електронних таблиць.

## Специфікація
Рамковою специфікацією для формату CSV наразі є RFC 4180. Однак оскільки ця специфікація не носить характеру обов'язкового документу, на практиці від неї часто відступають. Це призводить до того, що назву "CSV" застосовують до будь-якого файлу, який відповідає таким умовам:
1. є простим текстовим файлом у кодуванні ASCII, або якомусь із кодувань Unicode (наприклад UTF-8), EBCDIC, або Shift JIS[en]
2. складається із записів (переважно один запис на один рядок)
3. записи розділені на поля символом-роздільником (зазвичай це один зарезервований символ, такий як кома, крапка з комою, або символ табуляції; інколи роздільник може містити необов'язкові пробіли)
4. кожний запис є послідовністю тих самих  полів.

В рамках цих загальних умов використовують багато варіацій. Тому без додаткової інформації (наприклад, чи дотримується вимоги RFC 4180), файл, про який заявлено, що це "CSV", може не бути таким, яким це очікується. Як наслідок, деякі програми, що підтримують файли CSV, мають майстри імпорту тексту, які дозволяють користувачам переглянути перші кілька рядків файлу, та вказати символи-розділювачі, правила цитування та обрізання полів.

### Приклад
| 1997 | Ford  | E350                       | ac, abs, moon                     | 3000.00 |
| 1999 | Chevy | Venture «Extended Edition» |                                   | 4900.00 |
| 1996 | Jeep  | Grand Cherokee             | MUST SELL! air, moon roof, loaded | 4799.00 |

Вищенаведену таблицю можна навести у CSV-форматі таким чином:
```
1997,Ford,E350,"ac, abs, moon",3000.00
1999,Chevy,"Venture ""Extended Edition""",,4900.00
1996,Jeep,Grand Cherokee,"MUST SELL!
air, moon roof, loaded",4799.00
```

## Програмне забезпечення
Формат CSV є дуже простим форматом даних, тому його підтримує більшість табличних процесорів, на кшталт OpenOffice.org Calc, LibreOffice Calc, Gnumeric, Microsoft Excel та ін. Цей формат також підтримується великою кількістю систем керування базами даних і мовами програмування.

### Excel
Для коректного відображення даних в останніх версіях Microsoft Excel, потрібно, щоб у першому рядку файлу був визначений роздільник: sep =,[джерело?]
```
sep =,
1997,Ford,E350,"ac, abs, moon",3000.00
1999,Chevy,"Venture ""Extended Edition""",,4900.00
```

## Ресурси Інтернету
- RFC 4180 [Архівовано 5 травня 2021 у Wayback Machine.]: Common Format and MIME Type for Comma-Separated Values (CSV) Files
- Документація модуля csv [Архівовано 13 квітня 2014 у Wayback Machine.] мови Python